# 里加 (紐約州)
里加（英語：Riga）是一個位於美國紐約州門羅縣的鎮。

## 人口
根據2020年美國人口普查的數據，里加的面積為91.20平方千米，當中陸地面積為90.60平方千米，而水域面積為0.60平方千米。當地共有人口5586人，而人口密度為每平方千米61人。